# Mirdassides
 (avril 2024).
Si vous disposez d'ouvrages ou d'articles de référence ou si vous connaissez des sites web de qualité traitant du thème abordé ici, merci de compléter l'article en donnant les références utiles à sa vérifiabilité et en les liant à la section « Notes et références ».

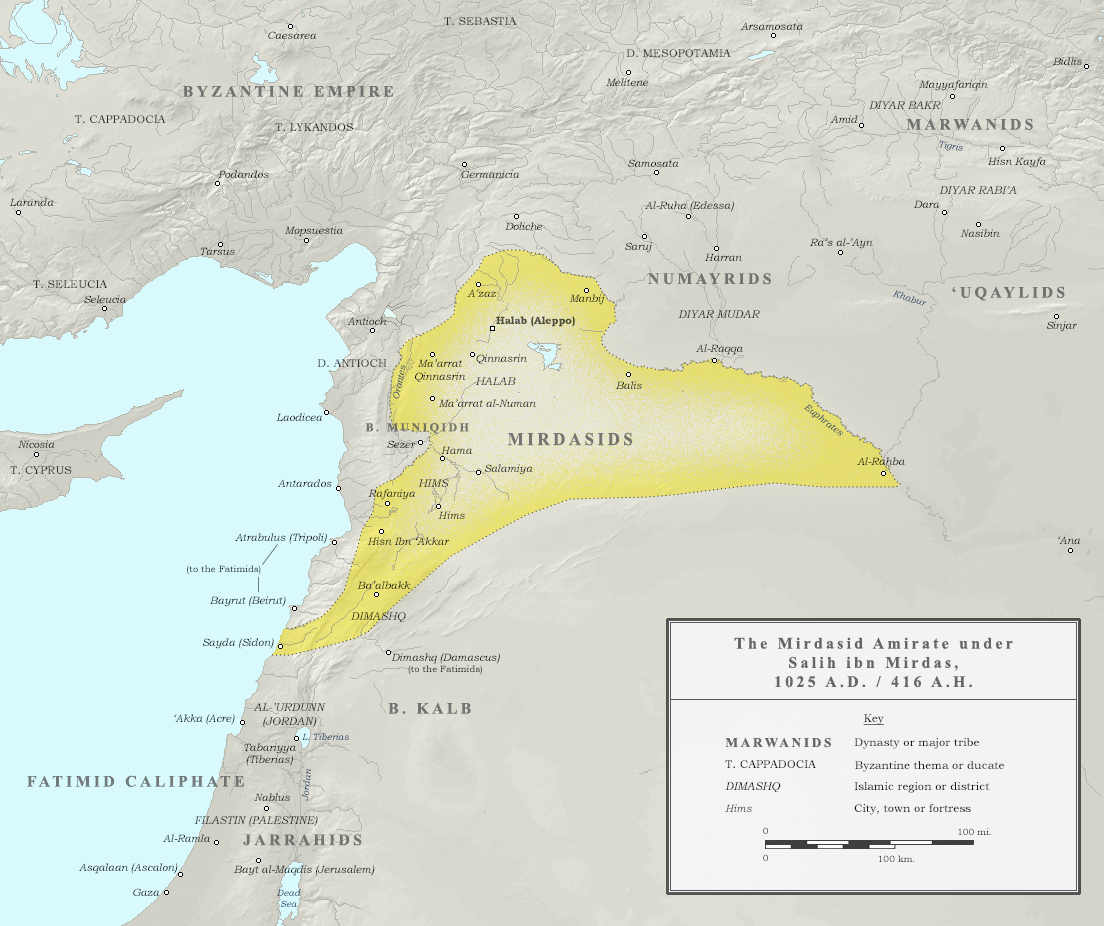
Territoire des Mirdassides en 1025.

Les Mirdassides, Mirdasides ou Banu Mirdas, sont une dynastie d'émirs arabes chiites ayant régné sur la Syrie du nord de 1023 à 1079.
Ils appartiennent au clan des Kilâb, eux-mêmes rattachés à la tribu des Qays.
Au Xe siècle, ils ont occupé la partie septentrionale de la steppe syro-mésopotamienne.
Le fondateur de la dynastie est Salah ibn Mirdas, qui est devenu maître en 1009 de la localité aujourd'hui ruinée d'Al-Rahba. Il s'empare d'Alep en 1025 et parvient à prendre le contrôle des territoires avoisinants, jusqu'au sud à Homs, Baalbek et Tibériade. C'est dans cette ville qu'il trouve la mort lors d'une bataille en 1029.
Ses descendants se sont ensuite battus contre les Byzantins et les Fatimides.
Ils ont connu une situation difficile avec l'arrivée des tribus turques Oghuz.
En 1075, ils ont dû abandonner Alep, aux mains des Uqaylides.